# Cayo Báez
Cayo Báez (Nacido en el año 1892 en el  Guanábano, hoy es el Municipio Cayetano Germosén, provincia Espaillat-Falleció en el año 1983, en Bonao, provincia Monseñor Nouel,  República Dominicana). Jugó un rol protagónico en la lucha contra la         intervención militar estadounidense en la República Dominicana.

## Biografía
No se conoce mucho sobre su vida personal, no tenía un gran nivel académico, pero se conoce por su ferviente amor a su patria. Durante toda su juventud fue un campesino humilde, igual que su padre. Cayo Báez era agricultor. Él y su familia eran personas con muy pocos recursos económicos. Cuando los norteamericanos invadieron el territorio dominicano, en el año 1916, él, al igual que muchos dominicanos, se sublevó en contra de los invasores.
Un día los norteamericanos lo apresaron; al igual que a otros compañeros entonces, le pidieron que dijera dónde se encontraban sus compañeros que
tenían armas, pero él se resistió a decirlo porque sabía que no podía
traicionar a sus compatriotas y le torturaron hasta desgarrar su piel.
Después, cuando salió de la cárcel, estaba quemado por todo el cuerpo.
Tenía muchas heridas de quemaduras y de golpes. Pero él no habló porque eso mismo le iba a pasar a los otros si los agarraban. Después de
salir así, con todas las heridas, los periodistas le retrataron y esas fotos fueron publicadas en muchos periódicos de otros países del mundo, donde muchas personas pudieron ver una muestra del atropello y del abuso que se cometía en República Dominicana por parte de los invasores.
Falleció a los 91 años de edad, hundido en la pobreza, pero siempre le   acompañó su amor a su nación.